# Concerto pour cor no 3 de Mozart
Pour les articles homonymes, voir Concerto pour cor.
Le concerto pour cor no 3 en mi bémol majeur de Wolfgang Amadeus Mozart, K. 447, a été terminé entre 1784 et 1787, durant le séjour à Vienne du compositeur. Actuellement, c'est un des concertos les plus demandés dans les concours d'orchestre de cor grave, sa tessiture étant plutôt médium.

## Histoire
Le concerto a été composé par amitié (tout comme ses autres concertos) pour Joseph Leutgeb (son nom est mentionné plusieurs fois dans la partition) mais Mozart ne le considérait probablement pas comme important car il ne l'a pas mentionné dans son catalogue de ses œuvres.
La partition originale, bien conservée se trouve à la British Library à Londres.

## Instrumentation
Le concerto est écrit pour deux clarinettes en sib, deux bassons, un cor en mib soliste et un orchestre à cordes.

## Structure
Le concerto est en trois mouvements :
1. Allegro, en mi bémol majeur, à
2. Romance : Larghetto, en si bémol majeur, à
3. Allegro, en mi bémol majeur, à

Durée d'interprétation : 15 minutes
Ce concerto « comporte des clarinettes en plus des bassons et des cordes à l'accompagnement. Elles apportent de la chaleur et la lumière à cette œuvre attrayante en débit de leur soutien timoré aux bassons lors de plusieurs passages typiques. »

## Discographie
Du fait de la courte durée de ce concerto (environ 15 minutes), il est fréquent de le trouver sur le même CD que les trois autres concertos pour cor de Mozart, ou dans des coffrets des concertos pour vents de Mozart ou même des coffrets de tous ses concertos.
Par exemple Dennis Brain enregistre en novembre 1953 les quatre concertos pour cors chez EMI avec l'Orchestre Philharmonia dirigé par Herbert von Karajan.
Le CD Naxos « Complete Works for Horn & Orchestra » comprend, en plus des concertos pour cor, trois rondos pour cor et orchestre.
William Purvis a enregistré le troisième concerto, avec le deuxième, avec l'Orpheus Chamber Orchestra pour Deutsche Grammophon dans un disque qui inclut aussi le concerto pour hautbois K.134 et le concerto pour basson K.191 de Mozart. Comme les deux autres solistes, Purvis improvise sa propre cadence dans les deux concertos pour cor du disque.